# Драгојаса (Сучава)
Драгојаса (рум. Drăgoiasa) насеље је у Румунији у округу Сучава у општини Паначи. Oпштина се налази на надморској висини од 1140 m.

## Становништво
Према подацима из 2002. године у насељу је живело 212 становника, од којих су сви румунске националности.